# União Republicana (França)
A União Republicana (1871-1885) foi um grupo parlamentar francês de tendência radical criado informalmente após as primeiras eleições legislativas da Terceira República Francesa, em 1871. Liderado na Assembleia Nacional Francesa por Léon Gambetta, o grupo desapareceu em 1885, antes de ser reativado em 1905 e depois em 1911, com uma orientação mais centrista. Houve também um grupo da União Republicana no Senado Francês, de 1876 até o fim da Terceira República.

## Formação
Em fevereiro de 1871, em seus primórdios, o grupo reunia republicanos radicais que se opunham à assinatura da paz com o Império Alemão no contexto da Guerra Franco-Prussiana. Liderado por Léon Gambetta, incluía figuras como Louis Blanc, Victor Hugo, Giuseppe Garibaldi, Pierre Waldeck-Rousseau e Georges Clemenceau.
O grupo gradualmente se aproximou dos Republicanos Moderados, levando à cisão da "Extrema Esquerda" em 1876. Durante o Gabinete Gambetta (1881-1882), René Goblet rompeu com o grupo ao fundar a "Esquerda Radical". Com a queda do governo, o grupo contava com 174 membros no parlamento e havia se transformado em um grupo parlamentar verdadeiramente estruturado. Definia-se como "um grupo de trabalhadores independentes, determinados a colocar as questões de progresso e reforma acima de todas as questões pessoais". Hervé Mangon foi eleito o primeiro presidente e Louis Greppo o vice-presidente.
Após as eleições legislativas de 1885, que marcaram um declínio significativo do campo republicano em favor da direita, a União Republicana, juntamente com a "União Democrática", representava os moderados (ou oportunistas), que eram desafiados à esquerda pela Extrema Esquerda e pela Esquerda Radical. Para obter mais influência na Assembleia Nacional, os dois grupos se fundiram com a "Centro Esquerda" para formar a "União das Esquerdas".

## Refundações

### União Republicana (1905-1910)
Em 2 de março de 1905, dissidentes do grupo "Republicanos Progressistas" criaram um novo grupo, a nova "União Republicana", para se aproximar da "União Democrática", que havia sucedido a "União Progressista". Este segundo grupo, liderado por Paul Bignon, Jules Legrand e Émile Coache, foi restabelecido após as eleições legislativas de 1906 e teve cerca de quarenta membros (que também eram membros de outros grupos) até 1910.

### União Republicana (1911-1914)
Uma terceira União Republicana foi criada em 25 de março de 1911 por novos dissidentes da ala esquerda dos "Republicanos Progressistas", que eram hostis a uma reaproximação entre a "Federação Republicana (FR)" e a direita. Em 1914, a maioria de seus membros formou a "Esquerda Democrática".